# Червонозаводской хлебозавод
Червонозаводской хлебозавод (укр. Червонозаводський хлібозавод) — предприятие пищевой промышленности в городе Заводское Полтавской области.

## История
Предприятие было построено в соответствии с десятым пятилетним планом развития народного хозяйства СССР и в 1980 году введено в эксплуатацию под наименованием Червонозаводской хлебный завод. В советское время завод входил в число ведущих предприятий города.
После провозглашения независимости Украины завод перешёл в ведение государственного комитета пищевой промышленности Украины.
В июле 1995 года Кабинет министров Украины утвердил решение о приватизации завода в течение 1995 года, после чего государственное предприятие было преобразовано в открытое акционерное общество.
1 августа 2014 года хлебозаводы Полтавской области (в том числе, Чернозаводской хлебозавод) подписали меморандум о сотрудничестве с Полтавской областной государственной администрацией, в соответствии с которым эти предприятия получили разрешение использовать зерно регионального государственного резерва Полтавской области для производства пшеничного хлеба простой рецептуры.
По состоянию на 2015 год, завод входил в число ведущих предприятий Лохвицкого района.

## Современное состояние
Производственные мощности хлебозавода включают 4 технологические линии (две линии по производству ржано-пшеничного и пшеничного формового хлеба с печами ФТЛ-2; линию по производству подового хлеба и булочных изделий с печью ПХГ-25 и линию по производству батонов и сдобных булочных изделий с печью ПХГ-25М), которые обеспечивают возможность производства 45 т хлебобулочных изделий и 0,5 т кондитерских изделий в сутки. Предприятие производит формовой и подовый хлеб, батоны, хлебобулочные изделия, пироги с начинкой, пирожные и сухари.
На заводской территории размещён склад бестарного хранения муки с 10 силосами ХЕ-160 общей емкостью 250 тонн.